# San Pedro Nuevo
San Pedro Nuevo (früher: San Pedro) ist eine Ortschaft im Departamento Beni in Bolivien.

## Lage
San Pedro Nuevo ist der zweitgrößte Ort im Municipio San Javier in der Provinz Cercado. Die Stadt liegt auf einer Höhe von 151 m am rechten Ufer des Río Mamoré, der zum Río Iténez hin entwässert, und ist etwa sieben Kilometer vom Fluss entfernt.

## Geografie
San Pedro Nuevo liegt im bolivianischen Tiefland in der Moxos-Ebene, die mit über 100.000 km² eines der größten Feuchtgebiete der Erde ist. Vorherrschende Vegetationsform in der Region San Pedro ist die tropische Savanne.
Der Jahresniederschlag für die Region beträgt etwa 1400 mm (siehe Klimadiagramm Magdalena), mit einer deutlichen Trockenzeit in den Monaten Juni bis September. Die Monatsdurchschnittstemperaturen liegen ganzjährig zwischen 24 °C und 28 °C.

## Verkehrsnetz
San Pedro Nuevo liegt 58 Kilometer nördlich von Trinidad, der Hauptstadt des Departamentos.
Durch San Pedro Nuevo führt die 1631 Kilometer lange Nationalstraße Ruta 9, die das gesamte bolivianische Tiefland durchquert und Guayaramerín im Norden an der brasilianischen Grenze mit Yacuiba im Süden an der argentinischen Grenze verbindet. Sie führt als unbefestigte Landstraße von Guayaramerín über Puerto Siles, San Joaquín und San Ramón nach San Pedro und weiter über San Javier zur Departamento-Hauptstadt Trinidad.

## Bevölkerung
In San Pedro Nuevo leben die meisten Angehörigen des Volkes der Canichana, die die gleichnamige isolierte Sprache Canichana sprechen.
Die Einwohnerzahl der Ortschaft hat sich in den vergangenen beiden Jahrzehnten um mehr als ein Drittel verringert:
| Jahr | Einwohner | Quelle       |
| ---- | --------- | ------------ |
| 1992 | 534       | Volkszählung |
| 2001 | 432       | Volkszählung |
| 2012 | 357       | Volkszählung |
| 2024 |           | Volkszählung |